# Sebastian Przyrowski
Sebastian Przyrowski (* 30. November 1981 in Białobrzegi, Polen) ist ein polnischer Fußballspieler auf der Position des Torhüters.

## Karriere

### Verein
Przyrowski erlernte das Fußballspielen in seiner Heimatstadt Białobrzegi bei Pilica Białobrzegi. 2002 wurde er vom damaligen Erstligisten Groclin Grodzisk verpflichtet. In seinen ersten drei Saisons war er hinter dem Stammtorhüter Mariusz Liberda nur die Nummer 2 und brachte es auf lediglich sechs Einsätze in der Ekstraklasa. Die Hinrunde der Saison 2004/2005 verbrachte Sebastian Przyrowski in der dritten polnischen Liga bei Obra Kościan, einem Farmteam von Groclin Grodzisk. Zur Rückrunde derselben Saison war er bereits Stammtorhüter. Insgesamt absolvierte er für Groclin Grodzisk 96 Spiele in der Ekstraklasa. Mit Groclin gewann er zweimal den polnischen Pokal und zweimal den polnischen Ligapokal. Nach der Fusion von Groclin Grodzisk und Polonia Warschau spielte er für Polonia Warschau. Für den Hauptstadtklub spielte er 5 Saisons lang und absolviert 105 Spiele in der polnischen Ekstraklasa. Nachdem Polonia Warschau nach der Saison 2012/2013 wegen Verletzung von Lizenzauflagen in die 4. Liga degradiert wurde, verließ Sebastian Przyrowski Polen und wechselte nach Griechenland zum APO Levadiakos. In der Saison 2013/2014 war er Stammtorhüter der Griechen, verlor aber seinen Stammplatz in der Saison 2014/2015 an Michalis Sifakis. Zur Rückrunde der Saison 2014/2015 wechselte er deshalb zum polnischen Zweitligisten GKS Tychy. Hier war er wieder Stammtorhüter und absolvierte 14 Ligaspiele. Ende Juni 2015 unterschrieb er einen 1-Jahres-Vertrag mit Górnik Zabrze. Hier kam er zu nur 5 Einsätzen in der Ekstraklasa. Zur Saison 2016/2017 wechselt Sebastian Przyrowski zu seinem Jugendverein Pilica Białobrzegi in die 4. Liga.

### Nationalmannschaft
Przyrowski stand zwischen 2005 und 2010 immer wieder im Kader der polnischen Fußballnationalmannschaft. Am 15. August 2005 debütierte er in Kiew bei einem Freundschaftsspiel gegen Serbien und Montenegro (3:2-Sieg für Polen). Seither bestritt bislang neun Länderspiele.

## Erfolge
- 2× Polnischer Pokal: 2005, 2007
- 2× Polnischer Ligapokal: 2007, 2008